# Kate Reid
Kate Reid, geboren als Daphne Katherine Reid (Londen, Engeland, 4 november 1930 - Stratford, Ontario, 27 maart 1993) was een in Engeland geboren Canadees toneel-, film- en televisieactrice.

## Biografie

### Vroege jaren
Reid werd geboren als de dochter van Canadese ouders: moeder Helen Isabel-Moore en Walter Clarke Reid, een voormalig Bengaals lansier in het Indiase leger en een gepensioneerd kolonel. Ze genoot onderwijs in Londen en volgde in Canada vervolgens een acteerstudie.

### Carrière
In haar lange carrière, zowel in Canada als in de Verenigde Staten, vertolkte ze op het toneel de rollen van Lady Macbeth in Macbeth, Katharina in The Taming of the Shrew en Martha in Who's Afraid of Virginia Woolf?.
Ze had daarna rollen in films, waaronder die van Dr. Ruth Leavitt in The Andromeda Strain (1971) en de alcoholiste Claire in de filmversie van A Delicate Balance (1973), gebaseerd op het gelijknamige toneelstuk van Edward Albee. Verder was ze te zien in de filmversie uit 1985 van Death of a Salesman, gebaseerd op de gelijknamige roman van Arthur Miller. In de film speelden ook Dustin Hoffman en John Malkovich.
In 1974 werd ze benoemd tot Officier in de Orde van Canada. Ze overleed in 1993 op 62-jarige leeftijd aan de gevolgen van een hersentumor in Stratford, Ontario.

## Filmografie (incompleet)
- 1971 - The Andromeda Strain - Dr. Ruth Leavitt
- 1973 - A Delicate Balance - Claire
- 1979 - Atlantic City - Grace Pinza
- 1985 - Death of a Salesman - Linda Loman
- 1991 - Deceived - Rosalie